# طقم مغلق ومفتوح

رسم بياني لعدة مجموعات clopen. كل من القطع الثلاث الكبيرة (أي المكونات) عبارة عن مجموعة clopen ، كما هو الحال في اتحاد أي قطعتين أو الثلاثة معًا.

في الطوبولوجيا ، مجموعة مغلقة-مفتوحة او clopen ( لفظ منحوت من مجموعة مغلقة-مفتوحة باللغة الأنجليزية ) في فضاء طوبولوجي هي مجموعة مفتوحة ومغلقة . قد يبدو هذا غير بديهي أو غير منطقي، حيث إنّ المعاني الشائعة لمفتوح ومغلق مُتضادة، لكن تعريفاتها الرياضية لا تستبعد بعضها البعض. يقال لمجموعة ما إنها مغلقة إذا كان مكملها مفتوحًا، مما يترك احتمال بوجود مجموعة مفتوحة ومكملها مفتوح، فيجعل ذلك المجموعة مفتوحة ومغلقة في آن واحد، وبالتالي كلوبين أو مغلقة-مفتوحة أو بالأنجليزية Clopen. كما وصفه عالم الطبولوجيا جيمس مونكرز، على عكس الباب ، "يمكن أن تكون المجموعة مفتوحة أو مغلقة أو كليهما أو لا شيء!"  يؤكد أن معنى "مفتوح" أو "مغلق" للأبواب ليس له اية علاقة لمعنى المفتوح والمغلق بالنسبة للمجموعات (وبالتالي فإن تقسيم الباب المفتوح او المغلق لا ينطبق على المجموعات المفتوحة أو المغلقة). أعطى هذا التباين للأبواب اسم فئة لبعض الفضاءات الطوبولوجية المعروفة باسم " فضاءات الأبواب ".

## أمثلة
في أي فضاء طوبولوجي {\displaystyle X} المجموعة الفارغة والفضاء بأكمله {\displaystyle X} كلاهما clopen.  
الآن فكر في الفضاء {\displaystyle X} الذي يتكون من اتحاد فترتين مفتوحتين {\displaystyle (0,1)} و {\displaystyle (2,3)} لمجموعة الأعداد الحقيقية {\displaystyle .\mathbb {R} } الطوبولوجي على {\displaystyle X} يتم توريثه(أخذه) باعتباره طوبولوجي الفضاء الجزئي من الطوبولوجي العادي على الخط الحقيقي {\displaystyle .\mathbb {R} } في {\displaystyle X}، المجموعة {\displaystyle (0,1)} هي clopen ، كما هو الحال في المجموعة {\displaystyle .(2,3)} هذا مثال نموذجي تمامًا: عندما يتكون الفضاء من عدد محدد من المكونات المتصلة المتفارقة وهكذا فإن المكونات سوف تكون كلوبين أو clopen.
الآن لنفترض أن {\displaystyle X} مجموعة لانهائية تحت الفضاء المتقطع – أي ان النقطتين {\displaystyle p,q\in X} بينهما مسافة 1 إذا لم يكونا نفس النقطة {\displaystyle p\neq q}، وألا كانت المسافة صفرًا. تحت الفضاء المتري الناتج ، اي مجموعة مفردة (singleton) هي مجموعة مفتوحة هذا يدل على أنه أي مجموعة تكون مفتوحة بسبب كونها اتحاد النقاط الفردية. نظرًا لأن أي مجموعة هي مجموعة مفتوحة ، فإن مكملها يكون مفتوحًا أيضًا ، وبالتالي تكون كل المجموعات مغلقة. لذلك كل المجموعات في هذا الفضاء المتري هي clopen.
كمثال أقل أهمية ، فكر في الفضاء {\displaystyle \mathbb {Q} } لجميع الأعداد النسبية مع طوبولوجيتها العادية والمجموعة {\displaystyle A} التي تتكون من جميع الأعداد النسبية الموجبة التي يكون مربعها أكبر من 2. باستخدام حقيقة أن {\displaystyle {\sqrt {2}}} ليس في {\displaystyle \mathbb {Q} } فيمكن أن نرى بسهولة بأن {\displaystyle A} هي مجموعة clopen ومجموعة فرعية من {\displaystyle \mathbb {Q} } ( {\displaystyle A} ليست مجموعة clopen فرعية من الخط الحقيقي للأعداد {\displaystyle \mathbb {R} } و ليست مفتوحة أو مغلقة في {\displaystyle .\mathbb {R} } )

## الخصائص
- فضاءُ طوبولوجي {\displaystyle X} يكون متصلًا إذا وفقط إذا كانت مجموعاته الـclopen الوحيدة هي المجموعة الفارغة و {\displaystyle X} بأكمله.
- يقال لمجموعة ما أنها clopen إذا وفقط إذا كانت حدودها فارغة. [4]
- أي مجموعة clopen هي اتحاد (ربما بلا حدود) مكونات متصلة.
- إذا كانت جميع مكونات {\displaystyle X} المتصلة مفتوحة (على سبيل المثال ، إذا كانت {\displaystyle X} تحتوي فقط على المكونات بصورة محدودة ، أو إذا كانت {\displaystyle X} متصلة محليًا ) ، فأن اي مجموعة هي clopen في {\displaystyle X} إذا وفقط إذا كانت اتحادًا للمكونات المتصلة.
- فضاءٌ طوبولوجي {\displaystyle X} هو متقطع إذا وفقط إذا كانت جميع مجموعاته الفرعية clopen.
- بأستخدام الاتحاد والتقاطع كعمليات ، المجموعات الفرعية الـclopen لفضاء طوبولوجي معين {\displaystyle X} يشكل جبر بول . يمكن الحصول على أي جبر بول بهذه الطريقة من فضاء طوبولوجي مناسب: انظر نظرية تمثيل الحجر للجبر البولي .

## ملحوظات
1. ↑  Munkres 2000.
2. ↑  Bartle، Robert G.؛ Sherbert، Donald R. (1992). Introduction to Real Analysis (ط. 2nd). John Wiley & Sons, Inc. ص. 348. (regarding the real numbers and the empty set in R)
3. ↑  Hocking، John G.؛ Young، Gail S. (1961). Topology. NY: Dover Publications, Inc. ص. 56. (regarding topological spaces)
4. ↑  Mendelson، Bert (1990). Introduction to Topology (ط. Third). Dover. ص. 87. ISBN:0-486-66352-3. Let {\displaystyle A} be a subset of a topological space. Prove that {\displaystyle \operatorname {Bdry} (A)=\varnothing } if and only if {\displaystyle A} is open and closed. (Given as Exercise 7)